# Place du Bataillon-du-Pacifique
La place du Bataillon-du-Pacifique est une voie située dans le quartier de Bercy du 12e arrondissement de Paris.

## Situation et accès
La place du Bataillon-du-Pacifique est accessible à proximité par les lignes de métro 6 et 14 à la station Bercy.

## Origine du nom
Cette dénomination honore le Bataillon du Pacifique composé de soldats engagés volontaires au sein du régiment d'infanterie de marine du Pacifique - Polynésie lors de la Seconde Guerre mondiale, en provenance de Tahiti et de Nouvelle-Calédonie, et qui se sont illustrés lors de la bataille de Bir-Hakeim en 1942.

## Historique
À cet emplacement se trouvait historiquement la barrière de Bercy, sur le mur des Fermiers généraux.
Créée vers 1980 sous la dénomination de « voie AT/12 », la place prend son nom actuel par arrêté municipal du 12 juillet 1985. 

## Bâtiments remarquables et lieux de mémoire
- Le palais omnisports de Paris-Bercy
- Le ministère de l'Économie, des Finances et de l'Industrie
- La sortie de la station de métro Bercy